# Wiechlina sina
Wiechlina sina (Poa glauca Vahl) – gatunek uprawnej rośliny z rodziny wiechlinowatych (Poaceae). Szeroko rozprzestrzeniony na półkuli północnej w strefie okołobiegunowej i umiarkowanej. W Polsce gatunek rzadki. Rośnie w Beskidzie Żywieckim i Tatrach.

## Morfologia

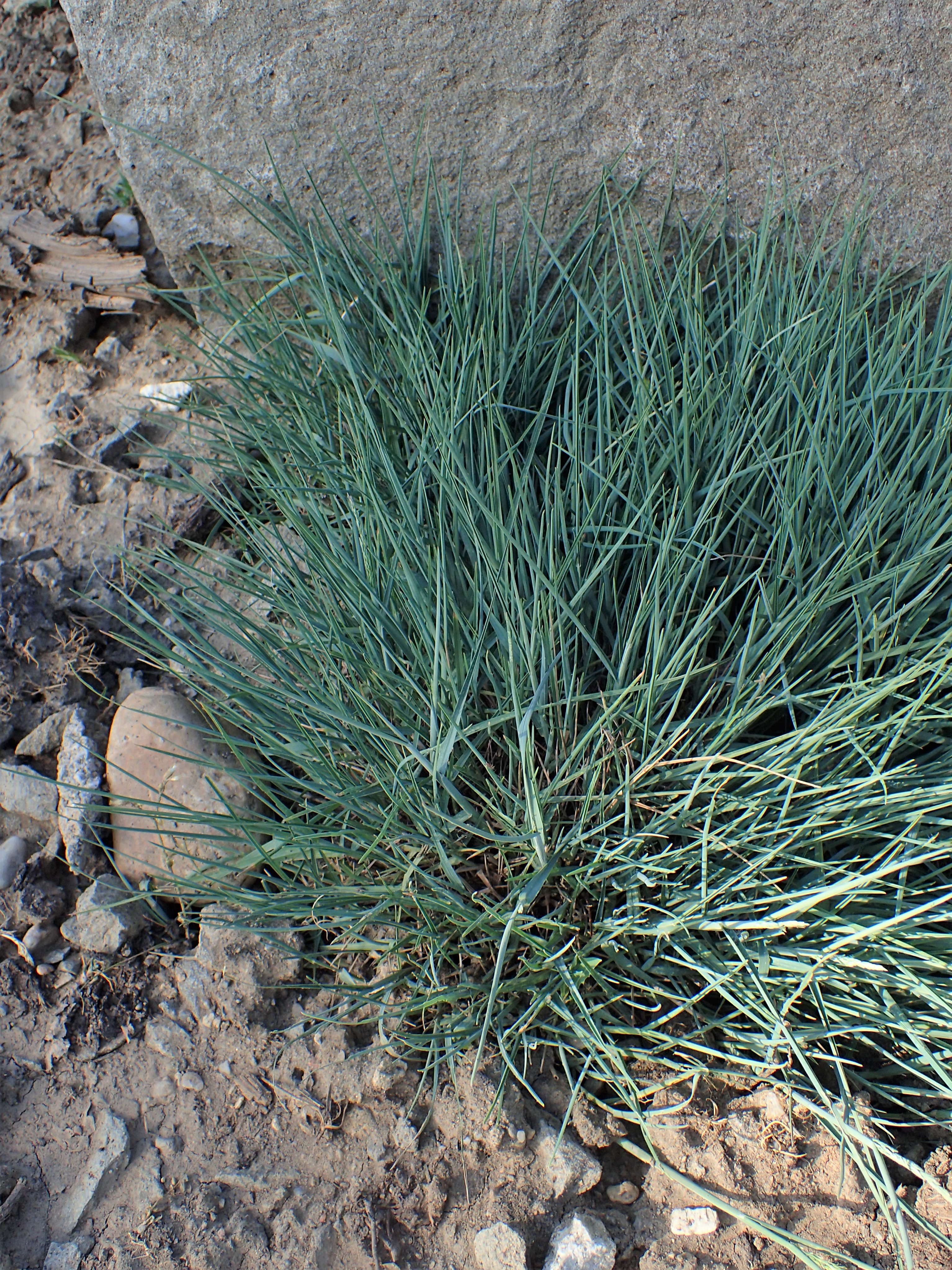
Kępa liści

PokrójSinozielona trawa kępkowa.
ŁodygaProsto wzniesione, sztywne źdźbło do 40 cm wysokości.
LiścieWąskie, górą szorstkie. Języczek liściowy do 1 mm długości.
KwiatyZebrane w fioletowo nabiegłe kłoski długości 4-6 mm, te z kolei zebrane w krótką, ścieśnioną wiechę. Plewy 3-nerwowe. Plewka dolna 5-nerwowa, ostra, długości 3 mm.
OwocZiarniak.

## Biologia i ekologia
Bylina, hemikryptofit, oreofit. Rośnie na skałach. Kwitnie w lipcu i sierpniu. Gatunek charakterystyczny suchych, nasłonecznionych zbiorowisk szczelinowych na podłożu wapiennym ze związku Potentillion caulescentis.

## Zagrożenia
Roślina umieszczona na Czerwonej liście roślin i grzybów Polski (2006) w grupie gatunków rzadkich, potencjalnie zagrożonych (kategoria zagrożenia R).